# Pottia elatior
Pottia elatior là một loài rêu trong họ Pottiaceae. Loài này được (Müll. Hal.) Müll. Hal. mô tả khoa học đầu tiên năm 1900.